# Lokkisaaret (ö i Norra Karelen, Joensuu, lat 62,41, long 29,47)
Lokkisaaret är en ö i Finland. Den ligger i sjön Orivesi och i kommunen Libelits i den ekonomiska regionen  Joensuu ekonomiska region  och landskapet Norra Karelen, i den sydöstra delen av landet, 300 km nordost om huvudstaden Helsingfors. Öns area är 0,2 hektar och dess största längd är 60 meter i öst-västlig riktning.  Notera att namnet antyder att det är fråga om flera öar.